# Тищенко Пантелеймон Лаврентійович
Пантелеймон Лаврентійович Ти́щенко (нар. 9 серпня 1907, Волоконовка — пом. 4 лютого 1979, Ворошиловград) — український радянський художник; член Спілки радянських художників України.

## Біографія
Народився 9 серпня 1907 року в слободі Волоконовці Бірюцького повіту Воронізької губернії (нині селище міського типу Бєлгородської області, Росія). 1930 року закінчив Вищий художньо-технічний інститут (ВХУТЕІН) у Москві (навчався у Дмитра Кардовського, Олександра Бучкурі, С. Герасимова).
Жив у Ворошиловграді, в будинку на 14-й ліній, № 16, квартира № 9. Помер у Ворошиловграді 4 лютого 1979 року.

## Творчість
Працював у галузі станкового живопису і графіки. Серед робіт:
- «Мітинг у Луганську у 1906 році» (1932);
- цикл портретів батьків молодогвардійців (1947—1949);
- «Пейзаж донецький» (1958);
- «Шахтарі Донбасу» (1960);
- «Богатирі Донбасу» (1962);
- «Володимир Ленін на Червоній площі» (1969—1971).

Брав участь у республіканських виставках з 1945 року. Персональні виставки відбулися у Краснодоні у 1947 році та Ворошиловграді у 1962 році.